# Heinrich Deiters (Maler)

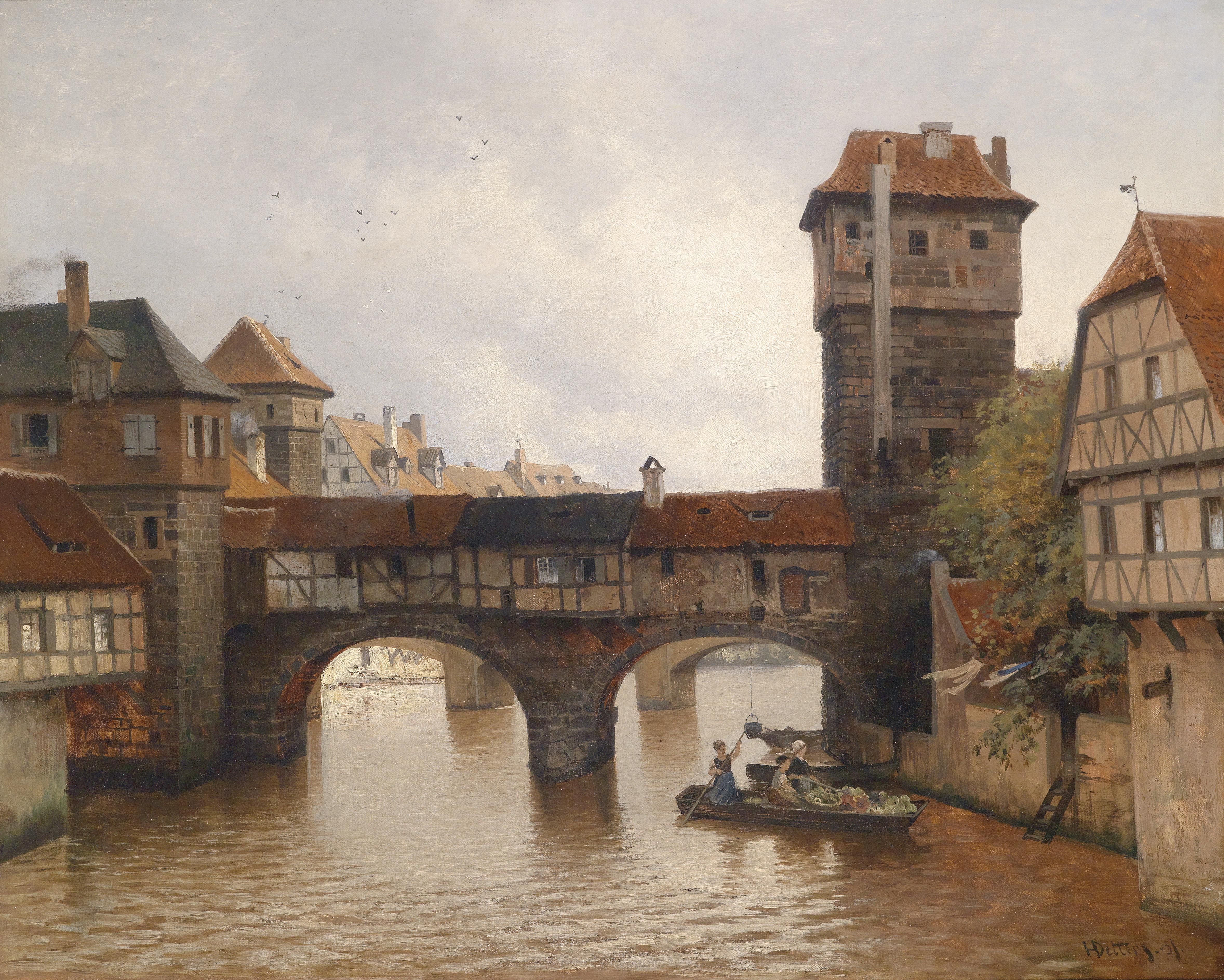
Der Henkersteg in Nürnberg, Öl auf Leinwand, 1901

Heinrich Deiters (* 5. September 1840 in Münster; † 29. Juli 1916 in Düsseldorf) war ein deutscher Kunstmaler der Düsseldorfer Malerschule.

## Leben
Heinrich Deiters, Sohn des Buchhändlers und Verlegers von Katholischen Büchern Johann Heinrich Deiters (1805–1856) aus Münster und der Magdalena, geborene Borgmeier, besuchte ab 1857 die Düsseldorfer Kunstakademie. Dort stand er unter dem künstlerischen Einfluss von Andreas und Oswald Achenbach sowie Alexander Michelis. Anfänglich wohnte Deiters mit seiner Mutter in der Schadowstraße 62. In den 1860er Jahren ehelichte er eine Frau Preston, welche die Modehandlung „Deiters-Preston“ zuerst in der Schadowstraße 17, später Victoriastraße 22 führte und sein Bruder ein Buch- und Kunsthandelsgeschäft auf der Alleestraße.
Deiters war Vorsitzender der Allgemeinen Deutschen Kunstgenossenschaft, Mitglied im Verein der Düsseldorfer Künstler sowie im Künstlerverein Malkasten. Von ihm stammen zahlreiche stimmungsvolle Landschaftsbilder aus Westfalen, aber auch einige aus Holland, Belgien, Frankreich und Süddeutschland, wohin ihn mehrere Studienreisen führten.
Seine Tochter war die Schriftstellerin Leonore Niessen-Deiters, sein Sohn der Maler und Zeichner Hans Deiters.